# خطوط كازاخستان الجوية
خطوط كازاخستان الجوية (بالإنجليزية: Kazakhstan Airlines)‏ هي شركة الطيران الوطنية في كازاخستان منذ 1991 وتخدم 150 دولة في آسيا وأوروبا وأفريقيا وأستراليا والولايات المتحدة وأفلست في 1996 بعد أصطدمت خطوط كازاخستان الجوية الرحلة 1907 بالخطوط الجوية العربية السعودية الرحلة 763

## أسطول الطائرات
أسطول الشركة القابضة لخطوط كازاخستان الجوية
| نوع الطائرة       | الأسطول الحالى |  |
| ----------------- | -------------- |  |
| أنتونوف أن-24     | 14             |  |
| أنتونوف أن-26     | 7              |  |
| أنتونوف أن-30     | 17             |  |
| إليوشن إي أل-18   | 20             |  |
| إليوشن إي أل-76   | 25             |  |
| إليوشن إي أل-86   | 12             |  |
| توبوليف تي يو 134 | 10             |  |
| توبوليف تو 154    | 9              |  |
| ياكوفليف ياك-40   | 11             |  |
| ياكوفليف ياك-42   | 15             |  |
| بوينغ 747 أس بي   | 10             |  |
| المجموع           | 150            |  |

## الأحداث والحوادث
- في 12 نوفمبر 1996:أصطدم الجناح الأيمن لخطوط كازاخستان الجوية الرحلة 1907 من طراز إليوشن إي أل-76 بمؤخرة وذيل الخطوط الجوية العربية السعودية الرحلة 763 من طراز بوينغ 747-168 بي فوق قري وغابات الهند وكان المراقب الجوي في مطار انديرا غاندي الدولي متوترا وقد أبلغ الطيار تيموثي بلاك الذي يقود طائرة سي-141 ستارليفتر من القوات الجوية الأمريكية كرة من النيران تتجه نحو الأرض
- في 16 يناير 1993:تحطمت طائرة أنتونوف أن-24 (رقم التسجيل UN-46478) الذي تحمل علي متنها 19 راكبا و4 من أفراد الطاقم أثناء هبوطها في مطار كوستناي بسبب عطل في المحرك
- في 21 يناير 1995:تحطمت طائرة توبوليف تو 154 (رقم التسجيل UN-85455) الذي تحمل علي متنها 105 راكبا و12 من أفراد الطاقم في مطار جناح الدولي بسبب الوزن الزائد
- في 13 أبريل 1995:تحطمت طائرة ياكوفليف ياك-40 (رقم التسجيل UN-88181) التي تحمل علي متنها 28 راكبا و3 افراد الطاقم في مطار تاراز أثناء الهبوط المتقاطع
- في 1 نوفمبر 1995:تحطمت طائرة أنتونوف أن-24 (رقم التسجيل UN-47710) الذي تحمل علي متنها 4 من أفراد الطاقم في مطار شيمكنت الدولي بسبب الهبوط الفاشل للطائرة